# Stopplaats Berkum
Stopplaats Berkum (geografische afkorting Ber) is een voormalige halte aan de Staatslijn A. De stopplaats Berkum lag tussen het huidige station Meppel en Zwolle.
De halte lag bij de Hessenweg, vanuit Zwolle gezien net over de rivier de Vecht.
De stopplaats was geopend van 1 oktober 1867 tot 1 juni 1923.